# Fort Belvedere
Il Fort Belvedere è una residenza storica che si trova nel comune di Runnymede, nel Surrey, in Inghilterra. Dal 1750 al 1976 esso fu una delle residenze di proprietà della famiglia reale inglese e divenne famosa dal 1936 come luogo di ritiro dell'ex sovrano Edoardo VIII dopo la sua abdicazione. Attualmente la struttura rimane di proprietà della famiglia reale ma è occupata dall'uomo d'affari canadese Galen Weston, vicegovernatore dell'Ontario, e da sua moglie Hilary Weston.

## Storia

### La costruzione
Fort Belvedere venne costruito tra il 1750 ed il 1755 per il principe Guglielmo Augusto, duca di Cumberland, figlio minore del re Giorgio II d'Inghilterra e di Carolina di Ansbach. In un primo tempo la casa era solo una folly (una struttura costruita più per fini estetici che pratici). Essa venne usata come residenza di campagna e da essa si potevano vedere i territori di sette contee, dalla cima della sua torre più alta.
Sir Jeffrey Wyattville, che fu responsabile dei lavori di ricostruzione del Castello di Windsor sotto Giorgio IV, allargò questa casa nel 1828 con l'intento di farne una residenza di caccia per il sovrano. Questi lavori portarono alla realizzazione di una stanza ottagonale nell'ala nord-est dove il re regolarmente cenava.
I nuovi lavori portarono anche all'estensione dell'apparato militare ivi disponibile, anche se la casa con la sua denominazione di "forte" non ebbe mai una funzione strategica rilevante. Tra il 1729 ed il 1749, infatti, vi erano già stati portati 31 cannoni prodotti dalle Fonderie Reali e poi dal Royal Arsenal di Woolwich, i quali erano utilizzati per i colpi a salve durante le cerimonie ufficiali e rimasero in sede sino al 1907. Anche la regina Vittoria d'Inghilterra fu un'assidua visitatrice di questo luogo.
Nel 1911 la struttura passò al principe Arturo di Sassonia-Coburgo-Gotha e a quel tempo vi vennero ricavate 7 camere da letto.
Al pian terreno venne realizzata anche una grande fontana con acqua appositamente portata dalla Virginia e costituita da un tempio asportato integralmente da Leptis Magna presso Tripoli.

### Re Edoardo VIII
Nel 1929 la costruzione rimase senza proprietario e come tale venne affidata al principe Edoardo di Galles da suo padre, re Giorgio V del Regno Unito. Questa divenne una delle residenze del principe ereditario che la utilizzava come ritiro in campagna. Quando Edoardo divenne re nel 1936, egli continuò ad utilizzare la struttura come residenza di piacere pur disponendo ora di molte altre residenze più lussuose in cui vivere.
Durante la propria permanenza come principe di Galles, Edoardo rimodernò alcuni interni che vennero decorati da Herman Schrijver che già aveva decorato l'abitazione dell'amante (e futura moglie) del principe, Wallis Simpson. Il forte divenne anche il luogo della siglatura dell'abdicazione di Edoardo VIII stesso nel 1936 proprio a causa della sua volontà di matrimonio con la propria fidanzata americana.

### Ultimi residenti
Durante la Seconda guerra mondiale il forte venne utilizzato dall'Office of the Commissioners of Crown Lands, già evacuato dall'ufficio centrale di Londra. Dopo la guerra, la casa rimase vuota. Gerald Lascelles, figlio minore della principessa Mary (figlia di re Giorgio V) ne fu proprietario dal 1956 al 1975, occupandosi del restauro dei giardini e aggiungendovi una piscina ed un campo da tennis. Nel 1976 la struttura venne acquistata dall'Emiro di Dubai, il quale successivamente la vendette nuovamente al governo inglese. Attualmente la struttura rimane di proprietà della famiglia reale ma è occupata dall'uomo d'affari canadese Galen Weston, vicegovernatore dell'Ontario, e da sua moglie Hilary Weston.